# 榕树下
榕樹下是中國大陸地區歷史最悠久的文學網站，最初為朱威廉的個人網站。 1999年7月，上海榕树下计算机有限公司成立，榕樹下轉為商業網站。 目前，榕樹下由榕树下信息技术有限公司負責運營，而榕树下信息技术有限公司為盛霆信息技术（上海）有限公司旗下控股子公司。

## 代表人物
- 朱威廉

- 安妮寶貝

- 甯財神

- 李寻欢（路金波）

- 今何在

## 代表作品
- 《生命的宣言》（又名：《死亡宣言》）：陸幼青著

- 《艾滋手記》：黎家明著

## 相關詞條
- 盛霆信息技术（上海）有限公司